# 1er Arrondissement (Cotonou)
Das 1er Arrondissement ist ein Arrondissement im Departement Littoral in Benin. Es ist eine Verwaltungseinheit, die der Gerichtsbarkeit der Kommune Cotonou untersteht und selbst ein Teil des beninischen Hauptortes Cotonou ist. Gemäß der Volkszählung von 2013 hatte das 1er Arrondissement 57.962 Einwohner, davon waren 28.131 männlich und 29.831 weiblich.

## Geographie
Als Teil der Stadt Cotonou liegt das Arrondissement im Süden des Landes nahe am Atlantik.
Das 1er Arrondissement setzt sich aus 13 Stadtteilen zusammen:
1. Avotrou Aïmonlonfidé
2. Avotrou Gbègo
3. Avotrou Houézèkomè
4. Dandji
5. Dandji Hokanmè
6. Donaten
7. Finagnon
8. N’vènamèdé
9. Suru Léré
10. Tanto
11. Tchanhounkpamè
12. Tokplégbé
13. Yagbé